# Poecilipta
Poecilipta is een geslacht van spinnen uit de familie van de loopspinnen (Corinnidae).

## Soorten
- Poecilipta carnarvon Raven, 2015
- Poecilipta contorqua Raven, 2015
- Poecilipta davidi Raven, 2015
- Poecilipta elvis Raven, 2015
- Poecilipta formiciformis (Rainbow, 1904)
- Poecilipta gloverae Raven, 2015
- Poecilipta harveyi Raven, 2015
- Poecilipta janthina Simon, 1896
- Poecilipta jilbadji Raven, 2015
- Poecilipta kgari Raven, 2015
- Poecilipta kohouti Raven, 2015
- Poecilipta lugubris Raven, 2015
- Poecilipta mandjelia Raven, 2015
- Poecilipta marengo Raven, 2015
- Poecilipta metallica Raven, 2015
- Poecilipta micaelae Raven, 2015
- Poecilipta qunats Raven, 2015
- Poecilipta rawlinsonae Raven, 2015
- Poecilipta ruthae Santana & Raven, 2015
- Poecilipta samueli Raven, 2015
- Poecilipta smaragdinea (Simon, 1909)
- Poecilipta tinda Raven, 2015
- Poecilipta venusta Rainbow, 1904
- Poecilipta waldockae Raven, 2015
- Poecilipta wallacei Raven, 2015
- Poecilipta yambuna Raven, 2015
- Poecilipta zbigniewi Raven, 2015